# Kieron Djilali
Kieran Stephen Larbi Djilali (Londres, Inglaterra, 22 de enero de 1991) es un exfutbolista inglés de origen marroquí.

## Clubes
| Club              | País       | Año       |
| ----------------- | ---------- | --------- |
| Crystal Palace FC | Inglaterra | 2008-2009 |
| Crawley Town      | Inglaterra | 2009      |
| Chesterfield FC   | Inglaterra | 2009-2010 |
| Crystal Palace FC | Inglaterra | 2010      |
| Chesterfield FC   | Inglaterra | 2011      |
| AFC Wimbledon     | Inglaterra | 2011-2012 |
| Portsmouth FC     | Inglaterra | 2012      |
| AFC Wimbledon     | Inglaterra | 2012      |
| Sligo Rovers      | Irlanda    | 2013-2014 |

## Palmarés

### Campeonatos nacionales
| Título              | Club            | País       | Año  |
| ------------------- | --------------- | ---------- | ---- |
| Football League Two | Chesterfield FC | Inglaterra | 2011 |